# The Great Victor Herbert
Pour plus de détails, voir Fiche technique et Distribution.
The Great Victor Herbert est un film américain réalisé par Andrew L. Stone, sorti en 1939.

## Synopsis
Victor Herbert est un compositeur d'opéra qui va devoir jongler avec des problèmes de familles, d'amours et de caprices de divas… 

## Fiche technique
- Titre français : The Great Victor Herbert
- Réalisation : Andrew L. Stone
- Scénario : Robert Lively, Andrew L. Stone et Russel Crouse
- Photographie : Victor Milner
- Musique : Arthur Lange
- Pays d'origine :  États-Unis
- Format : Noir et blanc - 1,37:1 - Mono
- Genre : Film musical
- Date de sortie : 1939

## Distribution
- Walter Connolly : Victor Herbert
- Allan Jones : John Ramsey
- Mary Martin : Louise Hall
- Lee Bowman : Dr. Richard Moore
- Judith Barrett : Marie Clark
- Susanna Foster : Peggy
- Jerome Cowan : Barney Harris
- John Garrick : Warner Bryant
- Pierre Watkin : Albert Martin
- Richard Tucker : Michael Brown
- James Finlayson : Lamplighter